# Orion (mytologi)
 For alternative betydninger, se Orion. (Se også artikler, som begynder med Orion)
Orion var en græsk sagnhelt i den gamle mytologi. Han var en stor jæger, men endte sine dage, da han blev dræbt. Sagnene om hans liv og død er der mange af, og det er derfor uvist, hvilken der er rigtig, men han skulle enten være dræbt af skorpionen eller pilen. Igen er det diskuteret, om det var Artemis eller Apollo, der stod bag.
Orion nævnes af Homer i Odysseen: Odysseus fortæller om sit ophold i dødsriget, hvor han møder Orion.